# Пикштейнс, Наурис
Наурис Пикштейнс (латыш. Nauris Pikšteins), известный как «имантский педофил» (латыш. Imantas pedofils) — латвийский преступник, осуждённый за сексуальные преступления против несовершеннолетних, совершенные в Риге в 2014 году.

## Биография
Биографические сведения о Наурисе Пикштейнсе скудны. Сообщалось, что он жил в городе Яунелгава, окончил девять классов школы и нигде не работал.

## Преступления и арест
Первые преступления Пикштейнса были совершены в марте 2014 года в рижских районах Иманта и Засулаукс: преступник нападал на девочек в возрасте от восьми до десяти лет у лифтов многоквартирных домов. В октябре того же года было совершено нападение с сексуальными целями на 13-летнюю девочку, полиция заявила о том, что это предположительно дело рук того же преступника, и приступила к массовым проверкам подозреваемых. В феврале 2015 года полиция сообщила, что проверила уже 600 подозреваемых по этому делу. Последнее аналогичное преступление было совершено в марте 2015 года.
Преступления Пикштейнса вызвали значительную общественную реакцию. Фотороботы с его изображением были размещены во всех подъездах Иманты, в школах запретили мероприятия, заканчивающиеся слишком поздно, а количество полицейских, работавших в районе, согласно позднейшему замечанию журналистов было больше, чем во всей остальной Латвии.
10 августа 2015 года министр внутренних дел Рихардс Козловскис сообщил в утренней программе Латвийского телевидения о задержании преступника. Задержание произошло 5 августа, проверка ДНК подтвердила выдвинутые обвинения; по сообщению полиции, задержанному на этот момент было 20 лет. Сообщалось, что идентификации преступника помогло то, что в марте 2015 года он уже был задержан за магазинную кражу.

## Судебный процесс и приговор
22 июня 2016 года суд первой инстанции признал «имантского педофила» виновным и приговорил его к 25 годам лишения свободы, несмотря на то, что прокурор Агрис Скрадайлис требовал 20 лет. В деле фигурировали семь потерпевших, четыре нападения и две попытки нападения; обвиняемый признал вину и выразил сожаление, сообщив, что сам в детстве был жертвой сексуального насилия. Сообщалось также, что преступник угрожал своим жертвам законно приобретённым газовым пистолетом.
Помимо тюремного срока, Пикштейнса обязали выплатить компенсацию морального ущерба пострадавшим в размере 67 тысяч евро и 6 тысяч евро в доход государству.
В июле 2016 года адвокат Пикштейнса Антонс Дребниекс сообщил о подаче апелляционной жалобы на приговор, заявив, что суд первой инстанции не учёл смягчающее обстоятельство: последовательное сотрудничество осуждённого со следствием и судом. В результате в июле 2017 года Рижский окружной суд сократил срок наказания до 22 лет лишения свободы.

## Реакция общества и СМИ
По мнению главы управления уголовной полиции Рижского региона А. Созинова, кампания по поиску «имантского педофила» способствовала просвещению латвийского общества.